# Квинт Эмилий Лепид
Квинт Эми́лий Ле́пид (лат. Quintus Aemilius Lepidus), возможно, Квинт Эмилий Лепид Барбу́ла (лат. Quintus Aemilius Lepidus Barbula; умер после 15 года до н. э.), — римский политик из патрицианского рода Эмилиев Лепидов, ординарный консул 21 года до н. э.

## Биография
Квинт Эмилий Лепид принадлежал к патрицианскому роду Эмилиев. Он был сторонником Марка Антония.
Вероятно, Квинта Эмилия Лепида следует отождествлять с Барбулой, упомянутым Аппианом в его «Гражданских войнах». Аппиан сообщает, что некий Марк (предположительно, Марк Лоллий), легат Марка Юния Брута, был проскрибирован после битвы при Филиппах. Он выдал себя за раба и был приобретён Лепидом, но один из друзей в Риме узнал его. Лепид обратился к Марку Випсанию Агриппе, передавшему его просьбу Октавиану, который затем велел удалить имя Лоллия из проскрипционных списков.
В 40—38 годах до н. э. Лепид был монетарием Марка Антония в Пергаме, чеканя кистофоры от его имени. Затем, в 31 году, он сражался вместе с Антонием в битве при Акции, был взят в плен и освобождён уже благодаря заступничеству Марка Лоллия.
В 21 году освободилось место консула после того, как Август решил не выдвигать кандидатуры на эту должность. После длительных выборов и ожесточённых споров со своим конкурентом, Луцием Юнием Силаном, Лепид был избран консулом, став коллегой своего старого друга Марка Лоллия. При них был восстановлен Фабрициев мост, в прошлом году повреждённый наводнением. 
Известно, что Лепид был одним из квиндецемвиров священнодействий и в их составе принимал участие в Секулярных играх 17 года; предположительно, он входил в эту коллегию ещё со времён гражданских войн 40-х гг. до н. э. В 15 году до н. э. он был проконсулом Азии.